# Cassano d'Adda
Cassano d'Adda és una ciutat italiana de la ciutat metropolitana de Milà, a la riba del riu Adda.
Consta amb tot el municipi de 18.781 habitants. Té estació de ferrocarril en la línia fèrria de Milà a Brescia, i molt bona comunicació amb la capital de la província.
Aquesta ciutat és cèlebre per quatre batalles. La primera es lliurà l'any 1158 entre les tropes milaneses i les de Frederic Barbaroja; la segona es dugué a terme el 1259 i acabà amb la derrota i presó d'Ezzelino da Romano; la tercera succeí el 1705, sent vençut el príncep Eugeni de Savoia per Louis Joseph de Bourbon-Vendôme, i en la quarta (25 d'abril de 1799) els austríacs i russos aliats a les ordes de Aleksandr Suvórov, derrotaren l'exèrcit francès comandat pel general Jean Victor Moreau.
Aquesta ciutat també fou el bressol de la família de cantants Brambilla, car que tota una generació d'ells va néixer en aquesta vila.